# Radja River
Radja River is een wildwaterbaan van het type rapid river in het Belgische attractiepark Walibi Belgium, met de typerende ronde bootjes. De attractie is te vinden in het themagebied Karma World.

## Geschiedenis en verloop
Radja River opende in 1988 en werd gebouwd door het Zwitserse bedrijf Intamin AG. Deze rapid river was bij de opening de grootste in zijn soort. Bovendien is het anno 2017 nog steeds de langste rapid river binnen de Benelux. Radja River kwam er als een reactie op de Piraña in de Efteling, die bij zijn bouw de enige rapid river was in Europa. Anders dan bij andere rapid rivers in Europa bieden de vlotten van Radja River plaats aan 12 bezoekers. De meeste types van deze attractie bieden plaats aan 6, 8 of 9 passagiers. De komst van Radja River zorgde voor een recordbrekend seizoen: 1.400.000 bezoekers bezochten Walibi Group (Walibi Belgium en Walibi Rhône-Alpes in 1988) tijdens het openingsjaar van Radja River.
Radja River is tevens een van de oudste attracties in Walibi Belgium, maar is wel nog altijd een van de populairste attracties. De attractie kent vooral tijdens hete zomerdagen zeer lange wachtrijen. Hoewel geschikt voor de hele familie, kent Radja River wel een wild en ontstuimig ritverloop. Berucht zijn de speciale effecten in de attractie, zoals de snorharen aan de ingang van de tijgertunnel, het waterplafond en vooral de finale golf, die daarop volgt. Het is niet vreemd dat deze laatste golf een halve boot overspoelt, wat uiteraard voor hilariteit tussen passagiers zorgt.
De golfslagbaden zijn tamelijk wild en geeft erg harde en bruuske schokken wanneer het bootje in aanraking komt met rotsen en andere objecten. Iets na het midden van de rit vaart men door een donkere tunnel, gethematiseerd naar de mond van een tijger. Speciaal aan deze tunnel zijn de lichtgevende ogen van de tijger én de nevel die door de tunnel heen wordt gespoten. In de beginjaren van Radja River kwam er eveneens water uit de snorharen van de tijger. Ook tijdens de winter van seizoen 2013-2014 werden de rotsen van de attractie opnieuw opgefrist.
Tussen de tijgertunnel en het waterplafond werden bezoekers vroeger langs enkele geisers gestuurd die water enkele meters de hoogte in spuwden. Sinds de hete zomer van 2018 werden deze geisers zodanig schuin gericht dat het opgespuwde water terug in de boot valt. Dit effect keert op hete dagen regelmatig terug.
Kort daarna worden de inzittenden onder een plafond van waterkanonnen heen gejaagd. Door de verschillende druk in deze 'kanonnen' gebeurt het meer dan eens dat menig bezoeker getrakteerd wordt op een kletsnat pak. Dit waterplafond verdween in 2008, na klachten van bezoekers die de attractie een beetje té nat vonden.

### Renovaties
Radja River werd sinds zijn opening reeds twee maal grondig gerenoveerd. De eerste grote renovatie kwam in 2007, in een periode waarin Walibi Belgium bezig was met een grootse renovatieactie waarbij oudere attracties opnieuw opgeblonken werden. Naast de rotsen die schoongemaakt werden, plaatste het park ook een geluidsinstallatie over het traject waardoor Arabische muziek afgespeeld werd. Men deed ook een poging om het neveleffect in de tunnel nieuw leven in te blazen. De tweede grote renovatie volgde in 2010. Hierbij werden de rotsen van de attractie opnieuw gesculpteerd. Aan de start van seizoen 2013 stelde het park de waterkanonnen, die de attractie zo typeerden, terug in werking. Tijdens de zomer van dat seizoen werden ook de watersnorharen van de tijgertunnel opnieuw geactiveerd. In 2019 vormt Walibi Belgium de zone rondom Radja River om tot Karma World. Radja River krijgt daardoor een geheel nieuwe ingang via een trap én een nieuw logo.

### The Big 7
In 2009 pakte het park van het begin van het nieuwe seizoen uit met het nieuwe concept The Big 7 om het Vertigo-debacle te doen vergeten. Walibi Belgium plaatste daarmee zeven attracties in de kijker. Radja River was een van deze attracties. Bij wijze van promotie van dit concept voeren op een dag bekende kajakkers met hun kajak over Radja River en werd omgekeerd ook het traject van de rivier de Lesse afgelegd met een boot van Radja River.

### Minder bewegingsvrijheid, lagere minimumlengte
In 2016 verschenen (ver)nieuw(d)e boten op de baan. De ijzeren ring waaraan bezoekers zich tijdens de vaart kunnen vasthouden, is niet meer aanwezig. In de plaats daarvan is tussen elke twee zitjes een stang gemonteerd die de bewegingsvrijheid van opvarenden beperkt en het rechtstaan bemoeilijkt. De maatregel werd niet op gejuich onthaald gezien bezoekers nu niet meer op een veilige manier van hun zitje wegkunnen om een doorweekt pak te voorkomen. Hoewel rechtstaan verboden is, gebeurde het vroeger wel regelmatig omdat bij deze rapid meer dan sporadisch voorkomt dat een boot een grote golf binnenkrijgt. Met de ijzeren ring in het midden kon dit toch op een relatief veilige manier gebeuren; als men nu probeert recht te staan is dit eerder gevaarlijk.
Als gevolg van deze wijziging worden vanaf seizoen 2017 mensen toegelaten vanaf 105 centimeter in plaats van de 120 die tot dan gold op de attractie.

## Toegankelijkheid
De attractie is toegankelijk voor iedereen die groter is dan 105 cm, en voor kinderen tussen de 105 en 140 cm onder begeleiding van een volwassene.
Kinderen onder 120 cm worden verplicht een reddingsvest aan te trekken.
Afbeeldingen · Geschiedenis van Walibi Belgium